# Kleinwangen
Kleinwangen ist ein Ort in der Gemeinde Hohenrain im Wahlkreis Hochdorf des Kantons Luzern in der Schweiz.

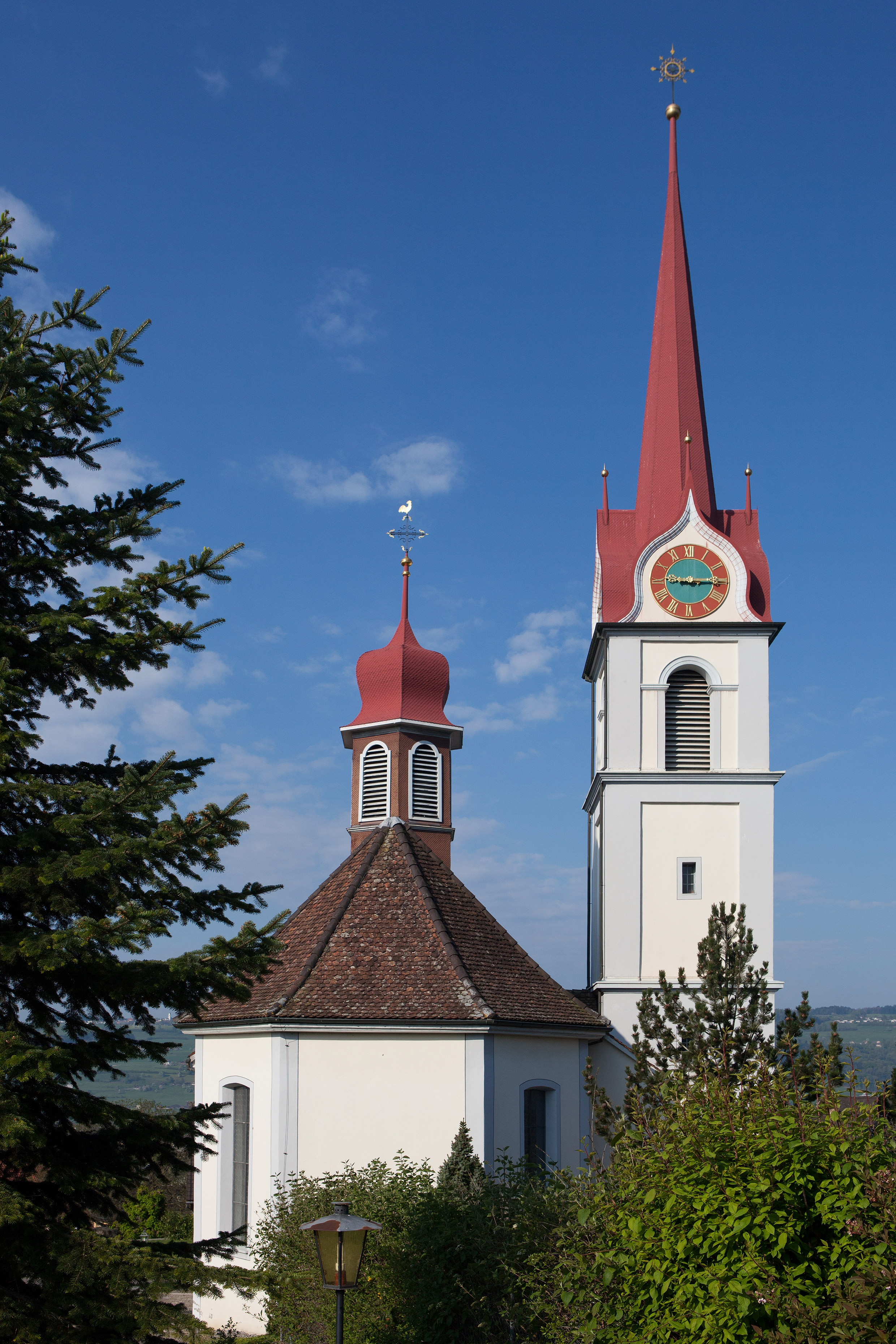
Pfarrkirche Kleinwangen

## Geographie
Das Dorf liegt auf einem südwestwärts liegenden Hang des Lindenbergs auf etwa 540 m ü. M.. Durch den Ort fliesst der Spittlisbach dem Baldeggersee zu. Im Westen liegt der Weiler Ferren. In der Mitte des Ortes liegt der Ortsteil Dorf, im Osten liegt der Ortsteil Oberdorf. Zwei weitere Bäche fliessen nördlich von Kleinwangen und Ferren in südwestlicher Richtung dem Baldeggersee zu: der Höchibach und der Scheidbach. Ein Teil des Laufs des Letzteren bildet die Grenze zu Gelfingen (Gemeinde Hitzkirch). Nordöstlich von Kleinwangen-Oberdorf liegen der Buechwald und der Wanger Tannwald, in welchem sowohl der Spittlis- wie der Höchibach entspringen.

## Verkehr
Die Gemeinde ist durch die Buslinie Hochdorf-Kleinwangen-Hochdorf ans Netz des Öffentlichen Verkehrs angeschlossen. In Baldegg liegt die nächstgelegene Bahnstation (an der Linie Luzern-Lenzburg).

## Geschichte
In den Steuerrodeln des Fraumünsters in Zürich existiert ein Eintrag vom Jahre 893, in dem die Ortschaft «Farihcin» erwähnt ist. Dabei muss es sich eindeutig um das heutige Ferren handeln. Verschiedene Funde aus römischer (Grundmauern einer Villa im Muracker und verschiedene Ziegelreste und Münzfunde an mehreren Stellen) und alemannischer Zeit (Gräber auf der Weidlihöhe) zeigen, dass dieses Gebiet schon viel früher bewohnt und bebaut wurde.
Wangen (Kleinwangen) tritt erstmals durch die Ritter auf der Burg zu Wangen (von 1236 bis 1306) in Erscheinung. Zu dieser Burg, die auf dem Rütihubel gelegen sein musste, gehörte eine Burgkapelle mit
Pfarrrechten, die allerdings wieder verlorengingen.

## Söhne und Töchter
- Franziska Dosenbach (1832–1917), Unternehmerin (Schuhhaus Dosenbach)